# Błaziny (przystanek kolejowy)
Błaziny - przedostatni przystanek kolei wąskotorowej linii ze Starachowic Wschodnich Wąskotorowych. Eksploatowany dla ruchu pasażerskiego do połowy lat osiemdziesiątych XX wieku.